# Millard Kaufman
Millard Kaufman (Baltimore, 12 de março de 1917 – Los Angeles, 14 de março de 2009) foi um roteirista e romancista norte-americano.

## Carreira
Enquanto servia no Pacífico, Kaufman contraiu malária e dengue e, ao retornar aos Estados Unidos, sentiu que não poderia mais lidar com os extremos do clima da cidade de Nova York. Ele e sua esposa se mudaram para a Califórnia, onde começou a escrever roteiros. Em 1949, Kaufman escreveu o roteiro do curta-metragem Ragtime Bear, que foi a primeira aparição do Mr. Magoo. Ele seguiu em 1950 com outro filme da UPA, Punchy de Leon, apresentando The Fox e The Crow.
Em 1950, Kaufman emprestou seu nome ao roteirista Dalton Trumbo, que havia sido colocado na lista negra após investigação do Comitê de Atividades Antiamericanas da Câmara, para o roteiro de Gun Crazy.
Em 1953 , ele recebeu uma indicação ao Oscar por seu roteiro de Take the High Ground!. Em 1955, ele recebeu outra indicação por seu roteiro de Bad Day at Black Rock. Embora normalmente trabalhasse como escritor, ele também dirigiu Convicts 4 (1962) e atuou como produtor associado de Raintree County (1957).
McSweeney's publicou o primeiro romance de ficção de Kaufman, intitulado Bowl of Cherries, em outubro de 2007. Kaufman tinha 86 anos quando começou a trabalhar no romance e 90 quando foi publicado. Seu segundo romance, Misadventure, foi publicado postumamente. Ele também publicou um manual de roteiro, Plots & Characters: A Screenwriter on Screenwriting.

## Trabalho

### Filmes
- The Big Blow (1948)
- Ragtime Bear (1949)
- Punchy de Leon (1950)
- Unknown World (1951)
- Aladdin and His Lamp (1952)
- Take the High Ground! (1953)
- Bad Day at Black Rock (1955)
- Raintree County (1957) (also associate producer)
- Never So Few (1959)
- Convicts 4 (1962) (also directed)
- The War Lord (1965)
- Living Free (1972)
- The Klansman (1974)

### Televisão
- Police Story (1973)
- The Nativity (1978)
- Enola Gay: The Men, the Mission, the Atomic Bomb (1980)

### Livros
- Plots & Characters: A Screenwriter on Screenwriting (2001)
- Bowl of Cherries (2007) – brochura (2008)
- Misadventure (2010)